# 마이크로소프트 SQL 서버
마이크로소프트 SQL 서버(영어: Microsoft SQL Server)는 마이크로소프트가 1989년 사이베이스(Sybase)를 기반으로 개발한 관계형 데이터베이스이다.

## 역사

SQL 서버의 구조

- 1989년 마이크로소프트 SQL 서버 1.0을 출시했다.
- 1991년 마이크로소프트 SQL 서버 1.1을 출시했다.
- 1993년 마이크로소프트 SQL 서버 4.2를 출시했다.
- 1995년 마이크로소프트 SQL 서버 6.0을 출시했다.
- 1996년 마이크로소프트 SQL 서버 6.5를 출시했다.
- 1998년 마이크로소프트 SQL 서버 7.0을 출시했다.
- 2000년 마이크로소프트 SQL 서버 2000을 출시했다.
- 2005년 마이크로소프트 SQL 서버 2005를 출시했다.[3]
- 2008년 마이크로소프트 SQL 서버 2008을 출시했다.
- 2012년 마이크로소프트 SQL 서버 2012를 출시했다.
- 2014년 마이크로소프트 SQL 서버 2014를 출시했다.
- 2016년 마이크로소프트 SQL 서버 2016을 출시했다.
- 2017년 마이크로소프트 SQL 서버 2017을 출시했다.
- 2019년 마이크로소프트 SQL 서버 2019를 출시했다.[4]
- 2022년 마이크로소프트 SQL 서버 2022을 출시했다.

## 에디션

### SQL 서버 2005
기능과 이용자에 따라 여러 버전으로 나누어 배포하고 있다. 이에 따른 버전은 다음과 같다
- SQL 서버 콤팩트 에디션 (SQL CE)
- SQL 서버 익스프레스 에디션
- SQL 서버 워크그룹 에디션
- SQL 서버 스탠다드 에디션
- SQL 서버 엔터프라이즈 에디션
- SQL 서버 디벨로퍼 에디션
- SQL 서버 웹 에디션